# خوان روکا برونت
خوان روکا برونت (اسپانیایی: Juan Roca Brunet‎؛ زادهٔ ۲۷ اکتبر ۱۹۵۰) بازیکن بسکتبال اهل کوبا بود.